# Enclos paroissial de Trémaouézan
L'enclos paroissial de Trémaouézan est un enclos paroissial situé dans la commune de Trémaouézan (Finistère, Bretagne). Il inclut l'église Notre-Dame, un calvaire, un ossuaire et un cimetière,. L'église est classée monument historique en 1916, et l'ossuaire en 1921.

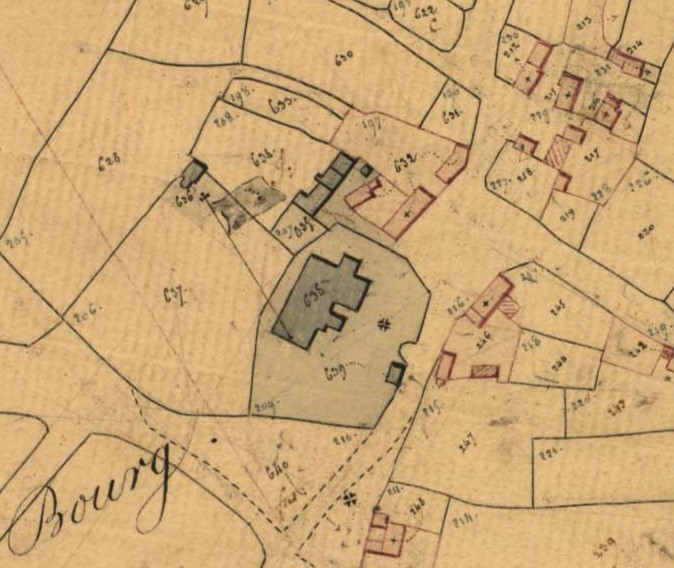
Plan de l'enclos en 1828.

## Galerie

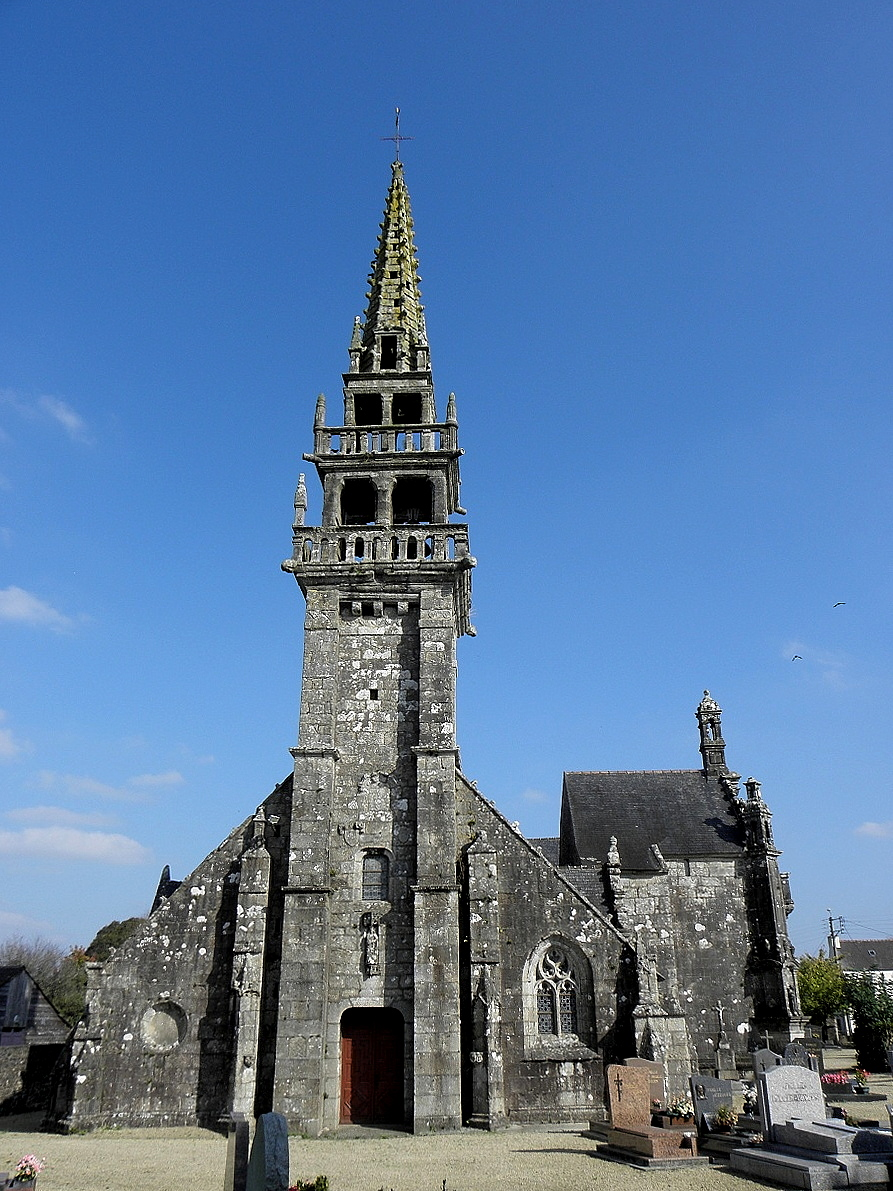
L'église.
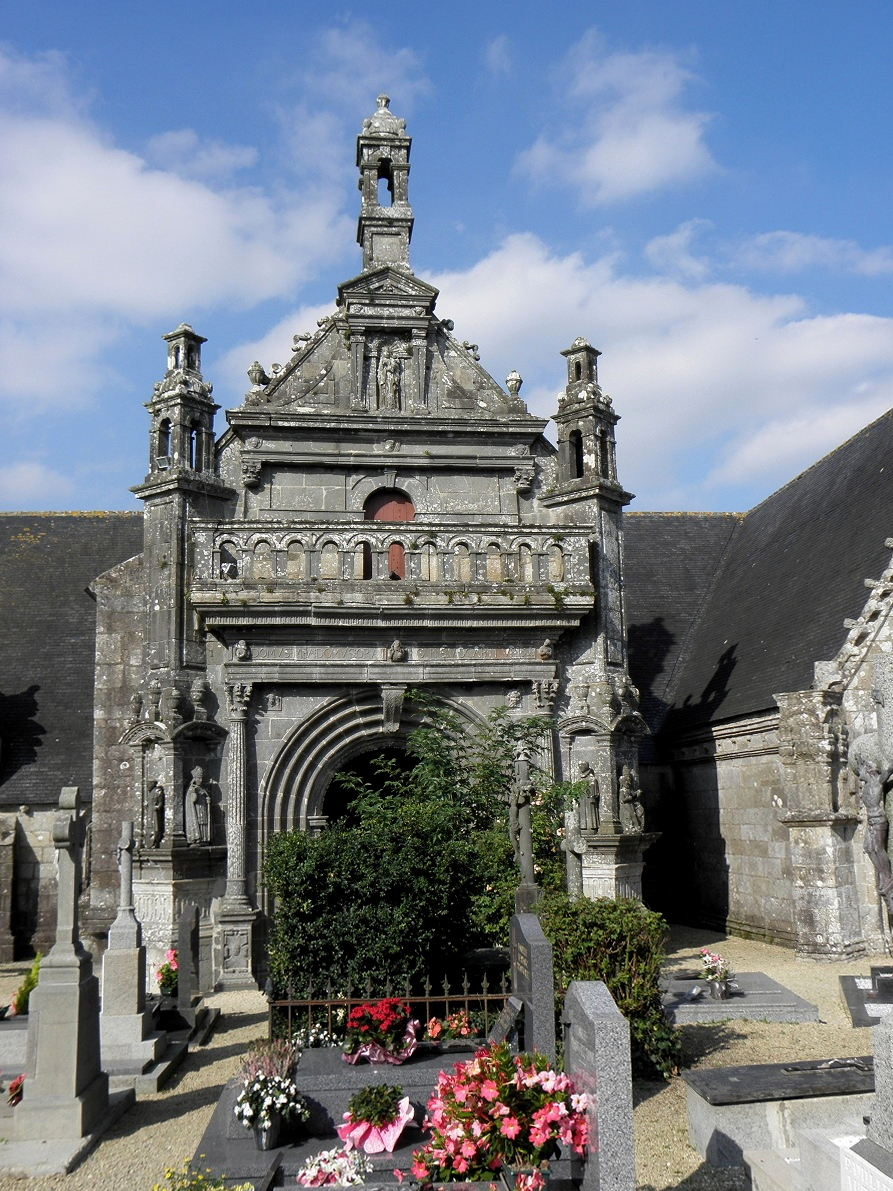
Le porche de l'église.
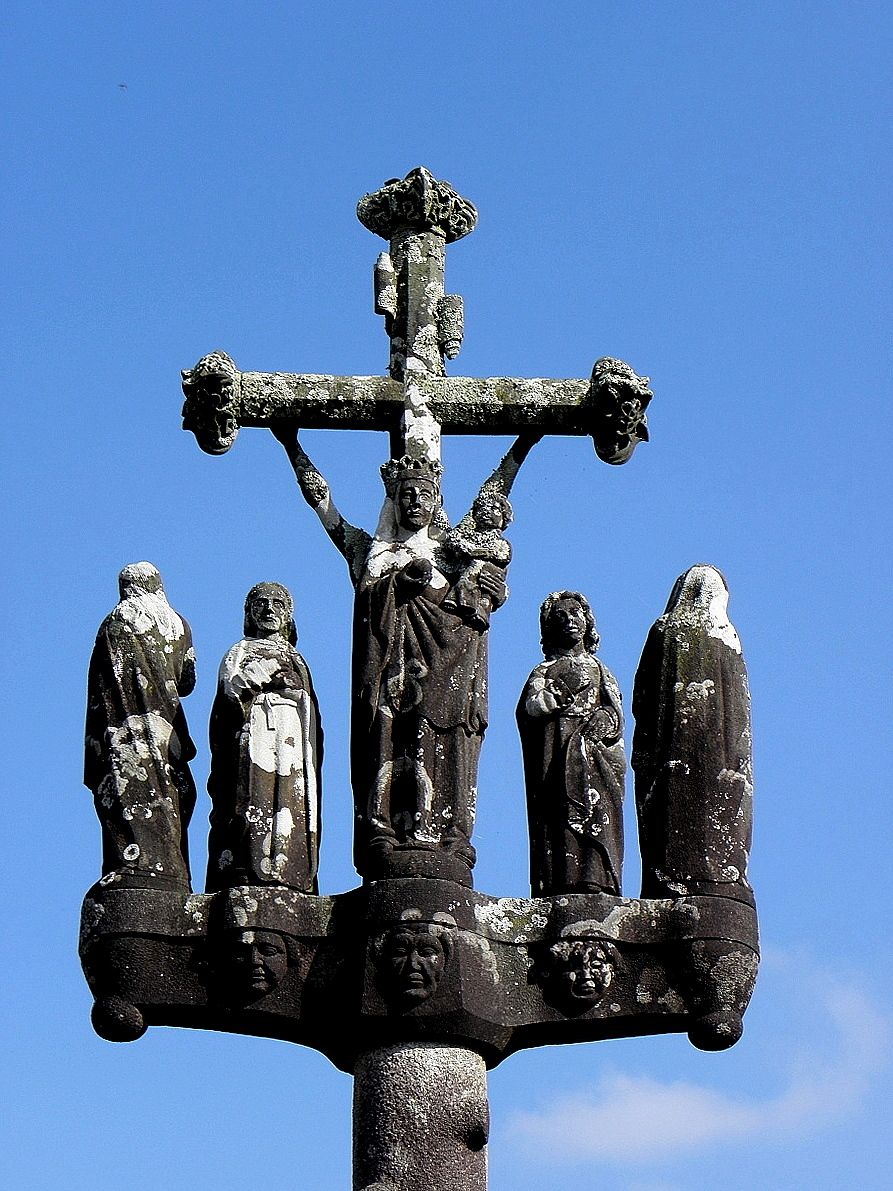
Le calvaire.
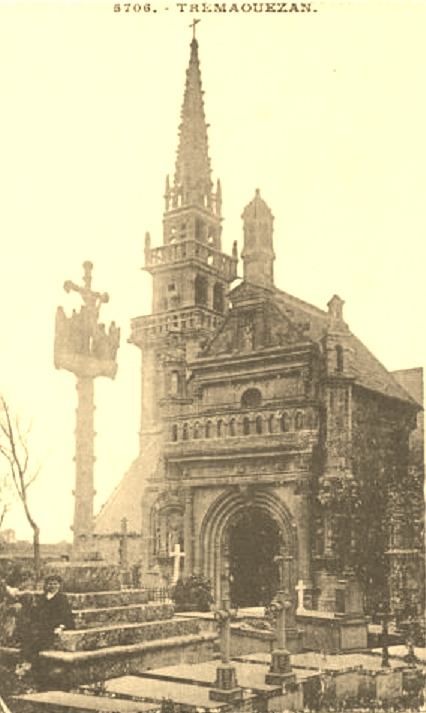
L'église et le cavaire.
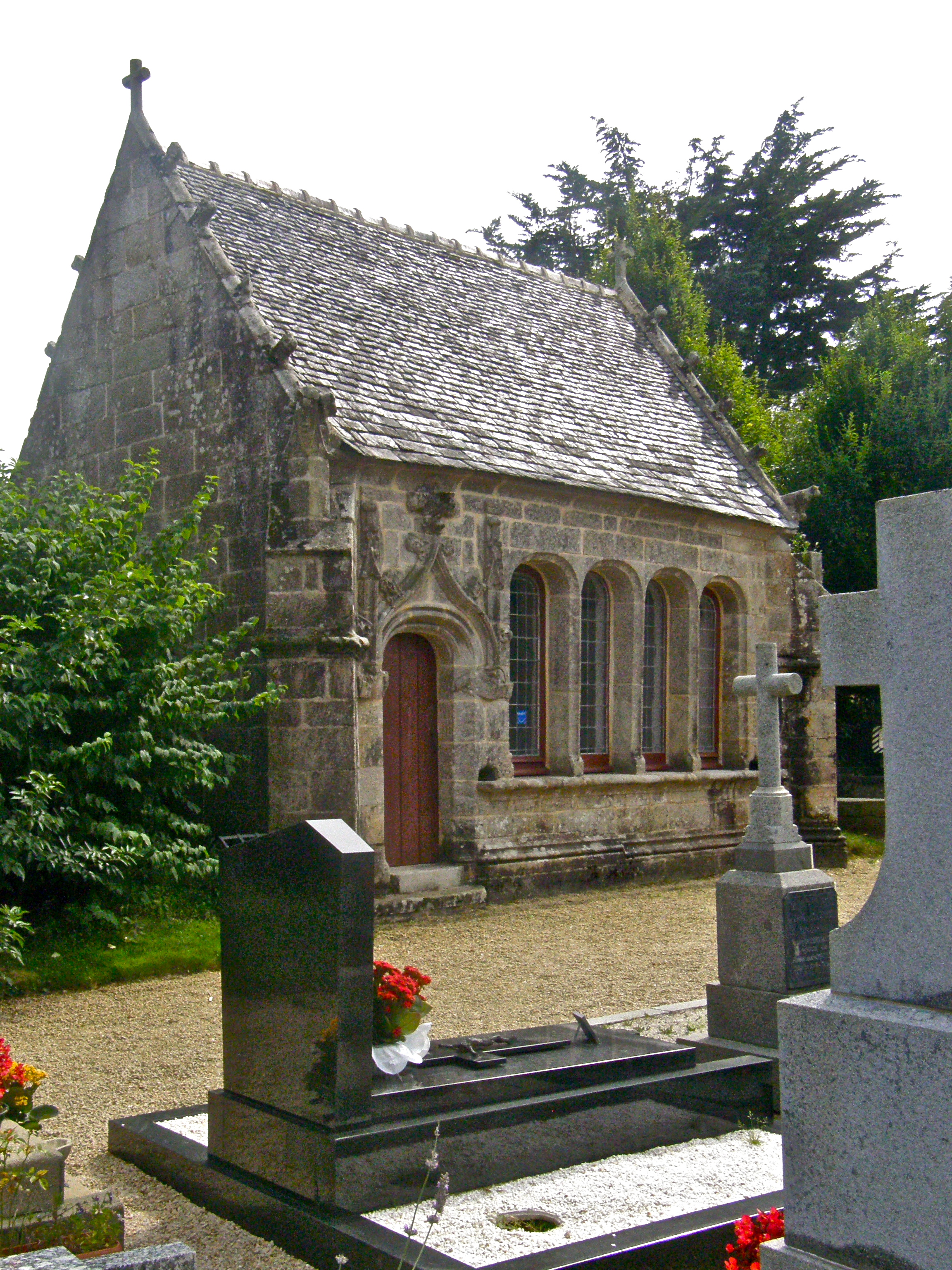
L'ossuaire.